# XXVIIIe législature du royaume d'Italie
La XXVIIIe législature du royaume d'Italie (en italien : La XXVIII Legislatura del Regno d'Italia) est la législature du royaume d'Italie qui a été ouverte le 20 avril 1929 et qui s'est fermée le 19 janvier 1934. 

## Gouvernement
- Gouvernement Mussolini
  - Du 30 octobre 1922 au 25 juillet 1943
  - Président du conseil des ministres : Benito Mussolini (PNF)

## Président de la chambre des députés
- Giovanni Giuriati
  - Du 20 avril 1929 au 19 janvier 1934

## Président du sénat
- Luigi Federzoni
  - Du 20 avril 1929 au 19 janvier 1934